# ويليام غيريرو
ويليام غيريرو (بالإسبانية: William Guerrero)‏ (6 سبتمبر 1990 بكولومبيا - ) هو لاعب كرة قدم كولومبي في مركز الوسط. لعب مع Real Destroyer ‏ وA.D. Chalatenango ‏ وC.D. Sonsonate ‏ ونادي بارانكويلا وC.D. Marte Soyapango ‏.

## وصلات خارجية
- ويليام غيريرو على موقع قاعدة بيانات كرة القدم.إي يو (الإنجليزية)